# TRS-80 Color Computer
TRS-80 Color Computer (также Tandy Color Computer и CoCo) — домашний компьютер на основе микропроцессора Motorola 6809E, входит в состав серии TRS-80 компании Tandy Corporation. Tandy Color Computer появился в 1980 году и развивался на протяжении трёх поколений аппаратных средств, до тех пор, пока не был снят с производства в 1991 году.
CoCo, построенный на базе процессора Motorola 6809, радикально отличался от TRS-80 I/II/III/4/4p. «80» в названии "TRS-80" конечно относилось к процессору Z80. Внутри компании CoCo называли "TRS-90" — здесь уже "9" относилось к "6809", но при продаже это не использовалось, и компьютеры Radio Shack назывались "TRS-80", несмотря на смену процессора.

## Общая информация
Несмотря на то что в его названии было указано "Color Computer", в сущности он радикально отличался от ранее выпускаемых TRS-80; в частности, на него устанавливали процессор Motorola 6809E, а не Zilog Z80 как на TRS-80. Из-за этого, несмотря на аналогичное название, новая машина получилась несовместимой с программным обеспечением, созданным для старого TRS-80.
Motorola 6809E на тот момент являлся передовым процессором, и, соответственно, был дороже, чем другие, более популярные микропроцессоры. Конкурирующие машины, такие как Apple II, Commodore VIC-20, Commodore 64, Atari 400 и Atari 800, были спроектированы на базе гораздо более дешевого MOS 6502. Некоторые из тех компьютеров были сопряжены с отдельными звуковыми и графическими чипами и были гораздо более коммерчески успешны на рынке домашних компьютеров 1980-х годах.
Серия Tandy Color Computer началась в 1980 году с того, что сейчас называется CoCo 1 и закончилось в 1991 году более мощным, но похожим CoCo 3. Все три модели CoCo поддерживали высокий уровень совместимости программного и аппаратного обеспечения, но всё же было немного программ которые были написаны под старые версии CoCo и не хотели работать на более новых. Финальным звоночком для CoCo стало появление более дешевых ноутбуков IBM PC.

## История
TRS-80 Color Computer начался как совместное предприятие Tandy Corporation из Форт-Уорта, штат Техас, и Motorola Semiconductor, Inc. из Остина, по разработке недорогого домашнего компьютера в 1977 году.
Первоначальная цель этого проекта под названием "Green Thumb" заключалась в создании недорогого терминала Videotex для фермеров, владельцев ранчо и других людей, занятых в сельскохозяйственной отрасли. Этот терминал должен был подключаться к телефонной линии и обычному цветному телевизору и позволять пользователю получать доступ к информации в режиме реального времени, полезной для повседневной работы на ферме.
Примерно в то же время компанией Motorola был выпущен чип MC6847 Video Display Generator (VDG). Появление этого чипа позволило подготовить прототип системы на основе микропроцессора MC6809 уже в 1978 году. Но прототип содержал слишком много микросхем чтобы его имело смысл выпускать. Motorola решила эту проблему, объединив функции ряда мелких чипов в один MC6883 Synchronous Address Multiplexer (SAM). Примерно в то же время, в конце 1979 года, был выпущен новый мощный микропроцессор Motorola MC6809. На основе этих трёх микросхем — VDG, SAM и 6809 — был создан терминал, получивший название AgVision. В 1980-х AgVision продавался через сеть магазинов Radio Shack в качестве Videotex-терминала.
Таким образом, дизайн AgVision прошёл проверку практикой и при этом он располагал всеми базовыми компонентами, необходимыми для домашнего компьютера. Оставалось убрать внутренний модем, добавить порт магнитофона, последовательный порт и джойстик. С правой стороны корпуса был добавлен разъём расширения. Место где раньше находился светодиод модема было заклеено наклейкой с обозначением объёма памяти. 31 июля 1980 года Tandy анонсировала TRS-80 Color Computer. На первый взгляд его было трудно отличить от AgVision/Videotex-терминала: тот же корпус и клавиатура, та же раскладка и обозначения.
Tandy Corporation считали, что бизнес станет для них основным рынком сбыта компьютеров. Представитель Tandy Corporation Эд Джадж (Ed Juge), в 1981 году произнося речь о том, что Color Computer был "нашим выходом на рынок домашних компьютеров", описал его как "для серьезных профессионалов", при этом заявил, что вскоре будут доступны текстовый процессор и электронные таблицы. Первая модель (номер по каталогу 26-3001) поставлялась с 4 КБ ОЗУ (DRAM), 8 КБ ПЗУ с интерпретатором Microsoft BASIC, и продавалась по цене 399$. Спустя несколько месяцев после анонса компьютер стал доступен в магазинах Radio Shack США и Канады.